# Le Républicain (France)
Pour les articles homonymes, voir Le Républicain.
Le Républicain est un ancien journal français créé le 2 novembre 1792 et publié jusqu'au 27 fructidor an VIII (14 septembre 1800).
Le Républicain avait pour second titre «Journal des hommes libres de tous les pays». Son principal rédacteur fut Charles François Marie Duval mais d'autres journalistes  collaborèrent avec lui.
Ce journal changea souvent de nom, tour à tour, il se nomma Le Journal des hommes libres, Le persévérant, Le Journal des Francs, La Tribune nationale, La Lumière.

## Source
- Jean Tulard, Jean-François Fayard et Alfred Fierro, Histoire et dictionnaire de la Révolution française. 1789–1799, Paris, éd. Robert Laffont, coll. « Bouquins », 1987, 1998 [détail des éditions] (ISBN 978-2-221-08850-0)